# Monsanto Papers
Les Monsanto Papers sont un ensemble de documents internes à la société Monsanto rendus publics dans le cadre de procédures judiciaires intentées aux États-Unis à partir de 2017. Leur déclassement résulte de plus de 3 000 plaintes de personnes atteintes de lymphome non hodgkinien accusant les pesticides à base de glyphosate d'être à l'origine de leur pathologie,.
Ces documents mettent notamment en avant des questions de collusion et de conflit d'intérêts entre certaines scientifiques et autorités environnementales et la société Monsanto, des pressions exercées contre d'autres scientifiques, et des fraudes scientifiques.

## Historique et origine de l'affaire
Deux femmes ont réussi à légalement obtenir de nombreux documents internes de Monsanto : Carey Gillam, ancienne journaliste travaillant pour l’ONG « US right to know » a pour cela utilisé la loi Freedom of Information Act ; alors que l'avocate Kathryn Forgie a pu en obtenir par la justice lors d’un procès contre Monsanto
Pour leur travail d'investigation sur ces documents, deux journalistes du Monde, Stéphane Foucart et Stéphane Horel, ont reçu le prix de l’investigation de l’Prix de la presse européenne (en) en 2018 et le Grand Prix Varenne de la presse quotidienne nationale en 2017.

## Contenu des Monsanto papers
Monsanto a volontairement fourni des millions de documents non triés, ce qui rend leur étude compliquée. 

### Mise à jour de conflits d'intérêts
Mais leur déclassification en mars 2017 a rapidement mis en évidence des relations entre Monsanto et l'Agence de protection de l'environnement des États-Unis. Elle permet à des journalistes de constater comment ce groupe a réussi à convaincre Jess Rowland, un dirigeant de l'agence, d'empêcher toute agence de régulation des produits chimiques de s'intéresser au glyphosate. 
Des mails extraits des dossiers montrent des échanges entre un conseiller au sein du Commissariat à l'énergie atomique et Monsanto, qui cherchait des études scientifiques à présenter à l'Anses pour soutenir le Roundup. Cette personne n'apparait cependant dans aucun compte-rendu d'audition.

### Pression contre des scientifiques
L'analyse des documents a aussi dévoilé les manœuvres de Monsanto contre le Centre international de recherche sur le cancer (CIRC) : des chercheurs ont été menacés par les avocats de Monsanto, leur travail a été dénigré, leur honnêteté mise en cause, leurs bailleurs de fonds ont été approchés, pour qu'ils cessent de les financer. La firme tenterait de nuire au CIRC pour défendre son produit le plus vendu, le Roundup. Le Roundup contient du glyphosate, substance que le CIRC classe en 2015 « cancérigène probable » pour l'homme.

### Identification de fraude scientifique
Pour arriver à ses fins, Monsanto a pratiqué le « ghostwriting », une technique de fraude scientifique qui consiste à écrire un article et à le faire endosser, moyennant finance, par un scientifique renommé qui prétend en être l'auteur,,.
Les documents ont également identifié des échanges avec des experts et consultants privés menant à des publications scientifiques "sponsorisées" dans la revue Critical Reviews in Toxicology.

### Campagne d'influence
Les documents permettent d'identifier une campagne d'influence, surnommée « Let Nothing Go », menée par Monsanto depuis 2015 pour promouvoir ses propres arguments auprès du grand public. Cette campagne a été menée par la firme de relation publique Fleishman-Hillard. Cette campagne visait non seulement à faire ressortir des éléments flatteurs à son encontre, mais aussi à exacerber la critique sur des recherches scientifiques n'allant pas dans leur sens : l'agence de presse Reuters est ainsi identifiée dans les documents internes comme ayant reçu des documents critiquant le travail du Centre international de recherche sur le cancer, deux mois avant la parution d'un article à charge de leur part. En parallèle, l'organisation Academic review, identifiée grâce aux documents rendus publics comme étant fondée par un ancien directeur de la communication de Monsanto, a largement relayé des critiques envers des articles de Reuters négatifs pour Monsanto. De même, ils mettent en lumière les relations d'assujettion entre l'American Council on Science and Health et Monsanto.
La directrice des magazines de l’information de France 2 considère, après une émission Envoyé spécial dédiée au glyphosate, que les très nombreuses réactions négatives qui ont été reçues « a atteint des proportions très inhabituelles » et relève d'une campagne orchestrée.
Les échanges ont permis d'identifier que plusieurs articles du biologiste américain Henry I. Miller (en) publiés par le magazine économique Forbes étaient en réalité écrits par des salariés de Monsanto.

## Conséquences
En octobre 2017, le Parlement européen s'appuie sur ces documents pour demander le non-renouvellement de l’autorisation du glyphosate, même si cette demande n’aboutit finalement pas.
Ces documents ont joué un rôle important dans la condamnation de Monsanto en 2018 à la suite de la plainte de l'Américain Dewayne Johnson, un jardinier malade d’un cancer qu’il attribuait à son exposition à des herbicides contenant du glyphosate.